# Russkij perevod
Russkij perevod (russisk: Русский перевод) er en russisk miniserie fra 2006 af Aleksandr Tjernjajev.

## Medvirkende
- Nikita Zverev som Andrej Obnorskij
- Andrej Frolov som Ilja Novoselov
- Ramil Sabitov som Sindibad
- Sergej Selin som Dorosjenko
- Sergej Veksler som Gromov